# Palo de Flor
Palo de Flor är en ort i Mexiko.   Den ligger i kommunen Santiago Huajolotitlán och delstaten Oaxaca, i den sydöstra delen av landet, 230 km sydost om huvudstaden Mexico City. Palo de Flor ligger 1 685 meter över havet och antalet invånare är 113.
Terrängen runt Palo de Flor är kuperad. Runt Palo de Flor är det glesbefolkat, med 15 invånare per kvadratkilometer. Närmaste större samhälle är Ciudad de Huajuapan de León, 6,8 km väster om Palo de Flor. I omgivningarna runt Palo de Flor växer huvudsakligen savannskog.